# Abborrtjärnen (Älvsby socken, Norrbotten, 732724-171277)
Abborrtjärnen är en sjö i Älvsbyns kommun i Norrbotten och ingår i Luleälvens huvudavrinningsområde. Sjön har en area på 0,0748 kvadratkilometer och ligger 286,5 meter över havet.

## Delavrinningsområde
Abborrtjärnen ingår i det delavrinningsområde (732775-171319) som SMHI kallar för Ovan Rösbergsbäcken. Medelhöjden är 310 meter över havet och ytan är 21,69 kvadratkilometer. Det finns inga avrinningsområden uppströms utan avrinningsområdet är högsta punkten. Hapträskån som avvattnar avrinningsområdet har biflödesordning 4, vilket innebär att vattnet flödar genom totalt 4 vattendrag innan det når havet efter 128 kilometer. Avrinningsområdet består mestadels av skog (64 procent) och sankmarker (25 procent). Avrinningsområdet har 1,01 kvadratkilometer vattenytor vilket ger det en sjöprocent på 4,7 procent.